# ويليام تشارلز توماس دوبسون
ويليام تشارلز توماس دوبسون (بالألمانية: William Charles Thomas Dobson)‏ هو رسام ألماني، ولد في 1817 في هامبورغ في ألمانيا، وتوفي في 30 يناير 1898.